# Епархия Махаги-Ниоки
Епархия Махаги-Ниоки (лат. Dioecesis Mahagiensis-Niokaensis) — епархия Римско-Католической Церкви с центром в городе Махаги, Демократическая Республика Конго. Епархия Махаги-Ниоки входит в митрополию Кисангани.

## История
2 июля 1962 года Святой Престол учредил епархию Махаги, выделив её из епархии Бунии.

## Ординарии епархии
- епископ Thomas Kuba Thowa (1962 — 1979);
- епископ Alphonse-Marie Runiga Musanganya (1980 — 2001);
- епископ Marcel Utembi Tapa (2001 — 2008);
- епископ Sosthène Ayikuli Udjuwa (2010 — по настоящее время).